# Ike Turner
Izear Luster Turner Jr., detto Ike (Clarksdale, 5 novembre 1931 – San Marcos, 12 dicembre 2007), è stato un cantante, musicista e bandleader statunitense.

## Biografia
Ike Turner è nato Izear Wister Turner il 5 novembre 1931, a Clarksdale, nel Mississippi. Di origini creole, era il secondogenito, dopo la sorella Lee Ethel Knight di dieci anni più grande, di Beatrice Cushenberry, sarta, e di Izear Luster Turner Sr., pastore evangelico protestante. Da bambino, Turner inizialmente suonava uno stile di blues noto come boogie-woogie al piano, che ha imparato dal Pinetop Perkins. In seguito ha imparato a suonare la chitarra.
Alla fine degli anni '40, Turner fondò un gruppo chiamato Kings of Rhythm. Nel 1951, lui e la sua band andarono a Memphis per registrare nei leggendari Sun Studios gestiti dalla leggenda della registrazione Sam Phillips. La loro canzone, "Rocket 88", è considerata da molti come la prima registrazione rock n' roll. È stato distribuito con il nome di Jackie Brenston e His Delta Cats ed è diventato un successo numero uno nelle classifiche R&B.
Il 12 dicembre 2007, Turner morì per overdose di cocaina nella sua casa di San Marcos, in California.

## Discografia
- Rocket 88 (1951)
- Ike Turner & the Kings of Rhythm (1963)
- Ike Turner Rocks the Blues (1963)
- River Deep - Mountain High (1966)
- A Black Man's Soul (1969)
- Get It Get It (1969)
- Workin' Together (1971)
- Bad Dreams (1971)
- Blues Roots (1972)
- I'm Tore Up (1978)
- Hey Hey (1984)
- My Blue Country (1998)
- Here and Now (2001)
- A Black Man's Soul (2003)
- Risin' with the Blues (2006)